# Раковичі
Рако́вичі — село в Україні, у Житомирському районі Житомирської області. Входить до складу Радомишльської міської громади. Населення становить 222 осіб.

## Географія
Селом протікає річка Жиловець, права притока Білки.

## Історія
Село засноване на початку XVII століття.
18 жовтня 2014-го відбулося урочисте поховання останків 23 бійців РСЧА, які були знайдені на місцях боїв 1941 й 1943-х років пошуковцями ПО «Пошук» в околицях села.
До 2017 року орган місцевого самоуправління — Раковицька сільська рада.